# Orinisobates sibiricus
Orinisobates sibiricus är en mångfotingart som först beskrevs av Gulicka 1963.  Orinisobates sibiricus ingår i släktet Orinisobates och familjen tråddubbelfotingar. Inga underarter finns listade i Catalogue of Life.